# Helmut Oppermann
Helmut Oppermann (* 20. März 1953 in Rendsburg; † 30. März 2015 in Bremen) war ein deutscher Künstler.

## Biografie
Oppermann absolvierte in den 1970er Jahren eine Ausbildung als Maler, Bildhauer und Grafiker beim Bremer Maler und Bildhauer Ulf Schöner in Bremen. Er war Gasthörer in der Hochschule für Gestaltung, unter anderem bei Karl Heinrich Greune. Erste Ausstellungen in Bremen und Oldenburg folgten. Er ging dann in die Sozialarbeit, war Mitbegründer des Vereins Kommunale Drogenpolitik und war deren Geschäftsführer. Seit etwa 2004 widmete er sich wieder der Kunst. Es folgte eine Reihe von Einzelausstellungen in Bremen und anderen Städten.
Er war verheiratet mit der Bremer Bürgermeisterin Karoline Linnert (Grüne); beide haben zwei Kinder und er lebte im Ortsteil Hastedt. Beerdigt wurde er auf dem Friedhof Hastedt.

## Schriften, Werke
- Schriften zur Drogenpolitik
- Er thematisierte in Gemälden und Objekten die Widersprüchlichkeit zwischen moderner Gesellschaft, Technisierung und Natur